# 梅里雅達克·烈酒鹿
梅里雅達克·烈酒鹿（Meriadoc Brandybuck），簡稱梅里（Merry），是托爾金的史詩奇幻小說《魔戒》的角色，哈比人，魔戒遠征隊成員之一。
梅里出生於第三紀元的2982年，散金的沙拉達克·烈酒鹿 和愛斯摩拉達·圖克的獨生子，皮瑞格林（皮聘）是梅里的表弟，也是梅里最親密的兄弟。而佛羅多·巴金斯亦是梅里的好友兼長輩。

## 生平
梅里被托爾金描述為最具洞察力和最聰明的哈比族人，例如，在比爾博·巴金斯離開夏爾之前，他已洞悉到魔戒的強大力量。在比爾博·巴金斯舉行壽宴後，梅里負責守衛著比爾博·巴金斯的居所，謝絕一切不受歡迎的客人。
梅里在山姆、皮聘、佛瑞德加·博哲這些人中是頭領，他們統籌及策劃佛羅多·巴金斯秘密離開夏爾的計劃。為了逃避戒靈的追擊梅里建議走捷徑，穿越老林，途中被老林的樹妖老柳頭襲擊，幸得湯姆·龐巴迪的援助。在古墓崗，梅里獲得了他的寶劍。
在布理，當佛羅多·巴金斯於躍馬旅店誤戴上魔戒時，梅里正在街外閒逛，幾乎被戒靈殺死。在瑞文戴爾，他與皮聘加入魔戒遠征隊，他和皮聘是在魔戒遠征隊中年紀最輕的。在阿蒙漢，雖然波羅莫盡力保護他，他和皮聘仍被薩魯曼派出的強獸人給擄走。
當他們脫離強獸人的魔掌，並逃進法貢森林後，遇上老樹人「樹鬍」和重生的白袍甘道夫，梅里和皮聘喝了一些樹人的飲料，使他們長高了，成為有史以來最高的哈比人。艾辛格被樹人攻陷後，他們監視著艾辛格，稍後，並遇見洛汗國王希優頓和四名魔戒遠征隊的成員。
當皮聘離開梅里前往剛鐸之後，梅里向希優頓王效忠。雖然希優頓王不讓他參與帕蘭諾平原戰役，然而梅里依舊在騎士德海姆的協助下，策騎抵達帕蘭諾平原。希優頓被戒靈之首安格馬巫王襲擊並受傷，德海姆（德海姆原來是希優頓之甥女伊歐玟）獨自面對巫王，梅里援助伊歐玟對抗安格馬巫王，用那把來自古墓崗的劍刺傷了安格馬巫王的膝後，使伊歐玟打倒了安格馬巫王，但梅里也受了重傷，聽到希優頓的最後遺言。而後，皮聘終於找到受傷的梅里，將其送入米那斯提力斯的醫院，經過亞拉岡的治療，梅里迅速康復過來。但他接著並沒有跟西方軍隊一同前往魔多，而是待在醫院裡休養，這期間迪耐瑟二世之子法拉墨曾向他詢問有關伊歐玟的事蹟。
魔君索倫敗亡後，梅里負責帶領裝載物資的軍隊前往凱爾安卓斯跟亞拉岡的大軍會合。他隨後也陸續參與了亞拉岡的加冕典禮、亞拉岡與亞玟的婚禮，在希優頓王的葬禮上，梅里痛哭失聲，為希優頓哀悼。伊歐玟在臨別前送給梅里一個古老的號角。
在梅里等四名哈比人返回夏爾後，便領導哈比人發動臨水之戰，擊敗佔領著夏爾的薩魯曼。
在第三紀元末，梅里娶了愛斯特拉·博哲。在第四紀元11年，梅里成為了雄鹿地主人。他也陸續撰寫了不少書籍，最著名的是《夏爾藥草錄》。雖然在族譜裡沒有記載梅里有多少孩子，但是至少有一個兒子。當梅里102歲時，梅里和皮聘重回洛汗和剛鐸，並在第四紀元64年逝世，他和皮聘都與歷代剛鐸王共葬於拉斯迪南。

## 稱號
因為魔戒遠征隊的境遇，梅里曾經被希優頓王冊封為王家護衛。後來在帕蘭諾平原戰役中，雖然違背希優頓的意願參戰，但是驍勇的戰果讓後繼為王的伊歐墨冊封為洛汗驃騎，並賜與頭銜「何德溫先生」。臨水之戰後數年，梅里繼承烈酒鹿的家業，成為雄鹿地領主，並且跟皮瑞格林·圖克一起，由伊力薩王（亞拉岡）冊封為亞爾諾王國的朝政顧問。

## 改編描述
在雷夫·巴克西的動畫《魔戒》，西蒙·錢德勒為梅里配音。
在1980年動畫《王者再臨》，凯西·格森為梅里配音。
在彼得·傑克森的《魔戒電影三部曲》中，梅里由英國演員多明尼克·莫納罕飾演。

## 外部連結
- 梅里雅達克·烈酒鹿 （页面存档备份，存于） 中土百科全書（英文）